# Florida Tropical House
Das Florida Tropical House ist ein Strandhaus am Ufer des Michigansees in Beverly Shores, Indiana. Das Haus wurde 1933 als Bestandteil der Homes of Tomorrow Exhibition im Rahmen der Weltausstellung von 1933 erbaut, die im unweit gelegenen Chicago stattfand. Das Haus ist Teil des Century of Progress Architectural Districts.
Nach Jahren der Vernachlässigung wird das Haus renoviert. Es ist an einen privaten Eigentümer verpachtet, der die Renovierungskosten übernimmt. Das Florida Tropical House wurde ursprünglich so entworfen, dass Inneres und die äußere Umgebung zueinander passten. Das Exterieur wurde von dem Architekten Robert Law Weed im Stil der Moderne entworfen und in einem typischen Florida-Pink gestrichen.
Das Florida Tropical House wurde am 30. Juni 1986 mit vier weiteren Ausstellungshäusern aus dem Jahr 1933, die gemeinhin als „World’s Fair Houses“ bekannt sind, als Contributing Property des Historic District Century of Progress Architectural in das National Register of Historic Places aufgenommen. Die anderen Häuser liegen über Beverly Shores verstreut; einige von ihnen befinden sich allerdings in der näheren Nachbarschaft.

## Geschichte

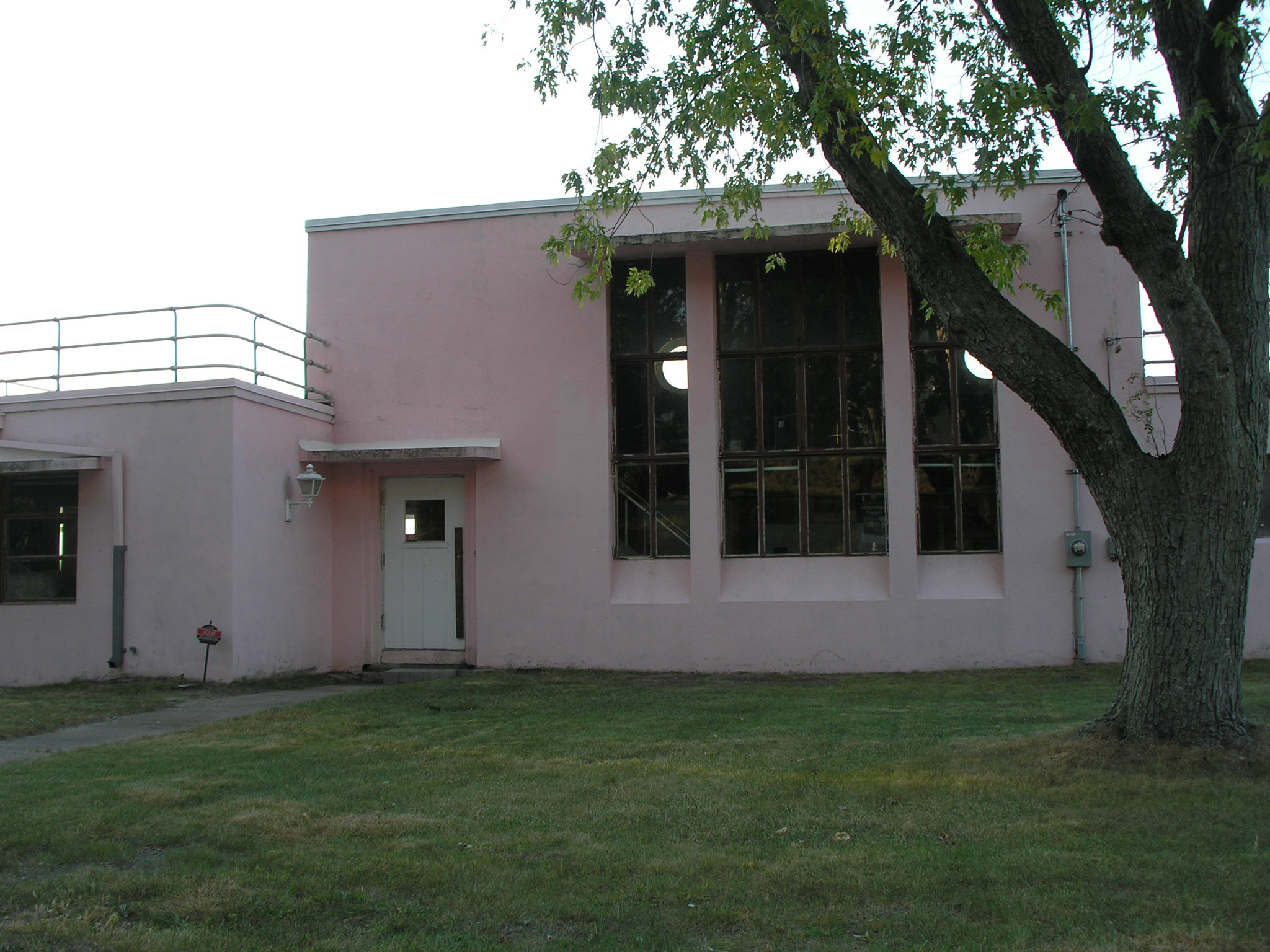
Das Florida Tropical House wird nach Jahren der Vernachlässigung renoviert.

Das Florida House, wie es ursprünglich hieß, wurde 1933 für die Homes of Tomorrow Exhibition im Rahmen der Weltausstellung durch Florida gebaut, um diesen Bundesstaat vorzustellen und Touristen zur Reise nach Florida zu bewegen. Der Bau wurde von der Bauunternehmung Deigaard & Preston ausgeführt und kostete ungefähr 15.000 US-Dollar (in heutigen Preisen rund 314.000 US-Dollar).
Zwei Jahre nach der Weltausstellung wurde das Haus durch den Landerschließer Robert Bartlett an seinen heutigen Standort verlegt. Bartlett wollte eine Feriensiedlung aufbauen, zu der auch ein Golfplatz, ein Hotel und ein botanischer Garten gehören sollte. Deswegen wurden sechs der Ausstellungshäuser auf dem Wasserweg nach Beverly Shores gebracht.

## Architektur und Design
Das Design des Florida Tropical Houses wurde inspiriert durch das tropische Klima Floridas und verbindet durch die außenliegende Terrasse Interieur und Umgebung harmonisch miteinander. Das Gebäude wurde im modernen Baustil durch den aus Miami, Florida, stammenden Architekten Robert Law Weed mit den Bedürfnissen eines Einwohners von Florida im Hinterkopf gestaltet. Dies wird reflektiert durch die Tatsache, dass einige der ursprünglich vorhandenen Annehmlichkeiten ersetzt werden mussten, um das Kontinentalklima Indianas zu überstehen.

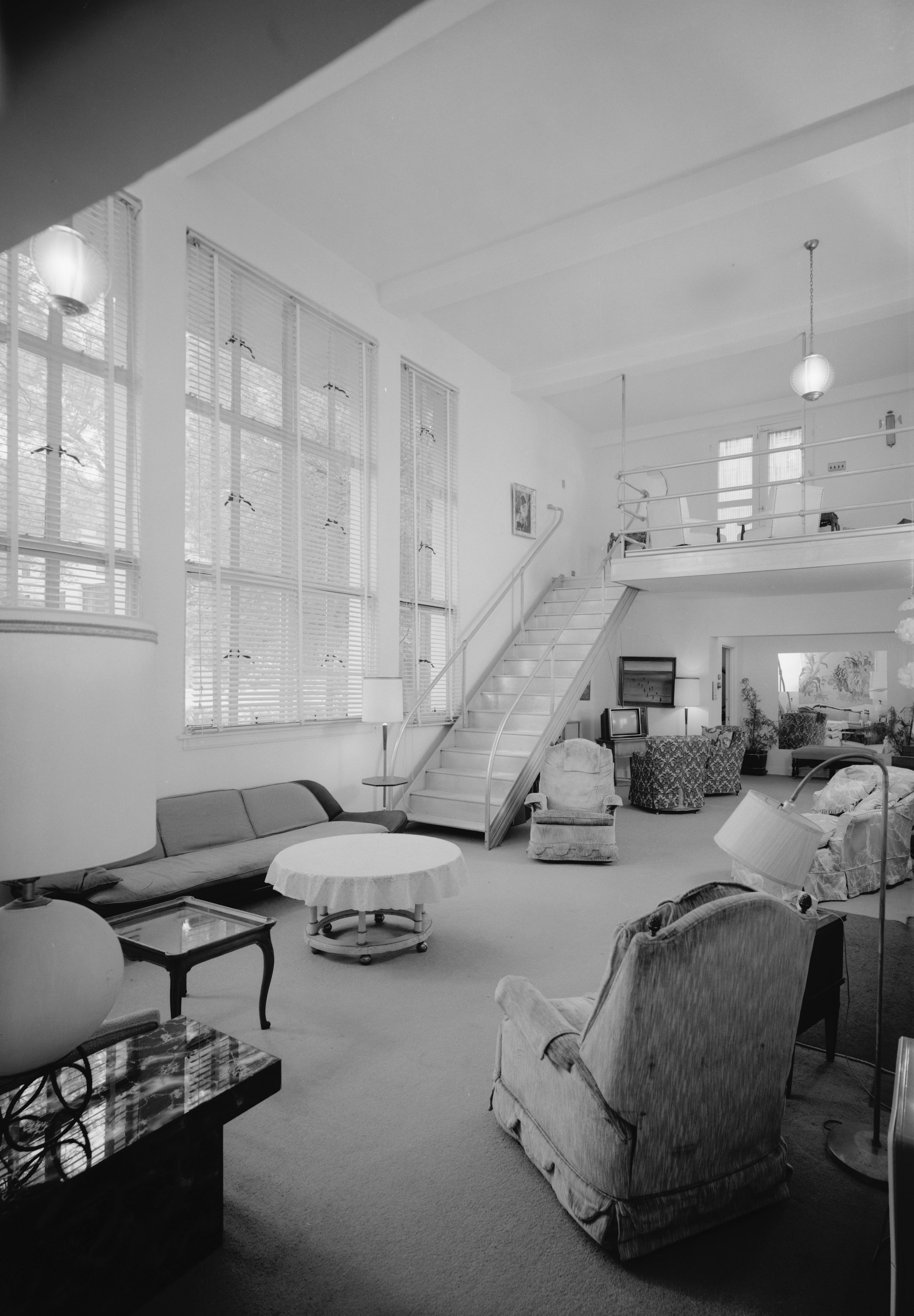
Im Innern, Blick in den zentralen Raum von Nordosten

Das Haus selbst sitzt auf einer Betongrundplatte, die auf einem Fundament platziert wurde, als das Haus 1935 an seinen heutigen Standort gebracht wurde. Die Fassade des Hauses ist mit einem leichten Putz aus Beton bedeckt, der in pink gestrichen ist. Zu den für den Bau verwendeten Materialien gehören Travertin, Kalkstein, Portlandzement und Lehmziegel, alles Baustoffe, die in Florida vorhanden sind.
Obwohl es geplant war, das Gebäude mit gegossenen Betonwänden zu bauen, wurde es schließlich in Holzständerbauweise ausgeführt, um Geld zu sparen.
Das Interieur des Hauses wurde durch die Architekten James S. Kuhne aus Chicago und Percival H. Goodman aus New York City gestaltet. Es ist in Schattierungen aus Gelb, Koralle und Blau gestrichen und entsprach wie der Rest des Hauses dem Stil der Moderne. Der zentrale Teil des Interieurs umfasst Wohn- und Esszimmer, die über eine Treppe aus Aluminium mit einem Balkon verbunden sind, von dem aus Zugang zur Terrasse besteht. Das Haus hat außerdem zwei Schlafzimmer und ein Badezimmer, die sich alle im Erdgeschoss befinden.
Das Flachdach des Gebäudes wurde dem sturmsicheren Deck eines Ozean-Linienschiff nachempfunden und umfasst eine Loggia, eine Sonnenterrasse und einen Aufenthaltsraum. Der Fußboden des Daches, der ursprünglich mit Keramikfliesen bedeckt war, musste ersetzt werden, um den harten Wintern des Mittleren Westens standzuhalten. Ein zunächst vorhandener Speisenaufzug befand sich ebenfalls auf der Terrasse; er wurde jedoch kurz nach der Verlegung nach Beverly Shores entfernt.